# Lady Bianca

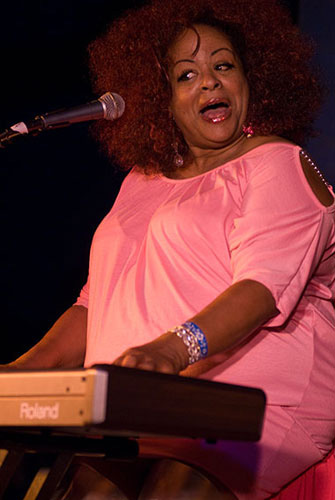
Lady Bianca apresentando no Monterey Blues Festival 2008.

Bianca Thornton mais conhecida como Lady Bianca (Kansas City, 8 de agosto de 1953) é uma cantora norte-americana.